# Martini-Henry

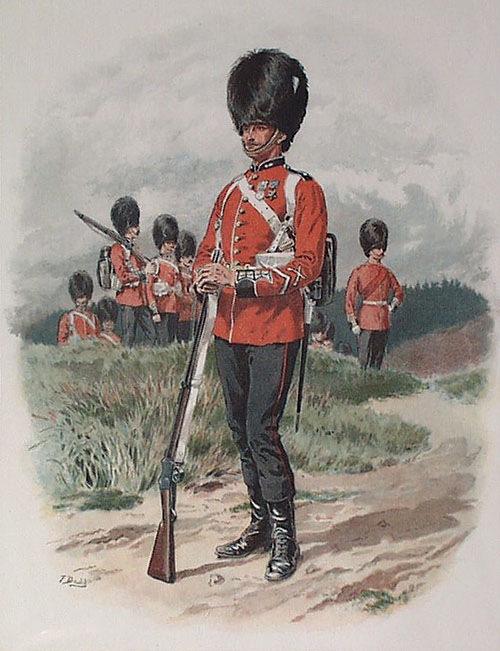
Un sous-officier des Grenadier Guards avec son Martini-Henry, reconnaissable à son levier de sous-garde et à l'absence de chien. La baïonnette est droite (les sergents étaient dotés d'un sabre-baïonnette). Les Grenadier Guards utilisèrent le fusil M-H au début de la guerre des Boers (Afrique du Sud, 1880-81) et au Soudan pendant la guerre des Mahdistes.

Le fusil militaire britannique Martini-Henry (nommé d’après les concepteurs de sa culasse et de son canon) est un fusil se chargeant par la culasse, à un coup, dont la culasse (à fermeture par bloc pivotant) est actionnée par un levier de sous-garde.
Adopté en 1871 par la British Army et objet pendant les trois décennies suivantes de nombreuses variations et adaptations, le Martini-Henry fut l’arme symbolique de l’ère victorienne et de la politique expansionniste de l’Empire britannique (il a d’ailleurs été mentionné souvent par Rudyard Kipling), d’autant que, grâce à sa solidité et sa fiabilité, il resta longtemps en dotation dans les colonies et ex-colonies britanniques.
Alors que le fusil Snider-Enfield était une adaptation d’un fusil antérieur, le fusil Enfield Pattern 1853  à chargement par la gueule, le Martini-Henry qui lui a succédé a été conçu dès l’origine pour le chargement par la culasse. Cependant il faudra attendre le début du XXe siècle pour voir apparaître dans l’armée britannique le fusil à répétition, et même alors le Martini-Henry continuera à coexister avec le fusil Lee-Metford calibre .303 British (à répétition mais à poudre noire) , qui cédera la place avant la Première Guerre mondiale au fusil Lee-Enfield, de même calibre et à poudre sans fumée.

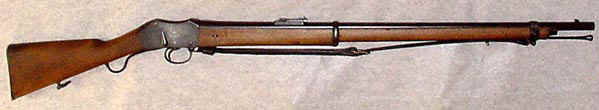
Long de 49 pouces (124 cm) et pesant à vide 8 pounds 7 ounces (3.8 kg), dernier fusil à un coup de gros calibre de l'armée britannique, le fusil Martini-Henry fut produit en masse (500000 million d'exemplaires). Apparu en 1871, ce symbole de la puissance de l'Empire britannique pendant l'ère victorienne eut une longévité (3 décennies) égale à sa grande robustesse et à sa fiabilité et connut de nombreuses adaptations et modifications.

## Technique

### La culasse

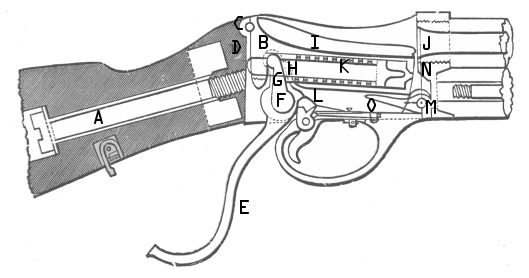
Section de la culasse à bloc pivotant du fusil Martini-Henry

À bloc pivotant, a été conçue par le Suisse Friedrich von Martini. Elle dérive de celle du fusil Peabody (en), inventée en 1862 par Henry O. Peabody, de Boston (Massachusetts). Martini apporta une amélioration à la culasse du Peabody : l’armement du percuteur interne est concomitant du mouvement du levier de sous-garde, alors que le fusil Peabody comporte un chien externe que l'utilisateur de l'arme doit tirer en arrière avant de faire feu.

### Le canon
Conçu par l’armurier écossais Alexander Henry (en), il a 33.22 pouces (84 cm) de long. De gros calibre (.45, soit 11,43 mm) , heptagonal et comportant 7 rayures (au pas d’un tour pour 22 pouces , soit 560 mm), il est bien adapté à l'utilisation de la poudre noire.

### Le fonctionnement

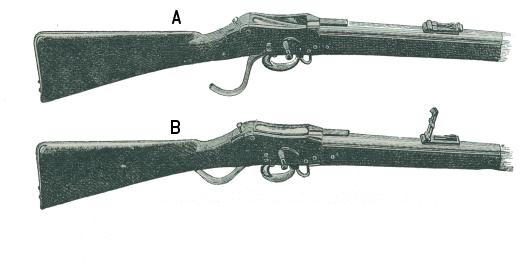
Martini-Henry rifle.
A: culasse ouverte.
B: culasse fermée et hausse levée pour tir à grande distance.

Est très simple et fiable. Pousser le levier de sous-garde vers le bas ouvre la culasse en faisant pivoter son bloc de fermeture;  poser la cartouche pointe en avant dans l’auget et la pousser dans la chambre assure le chargement; relever le levier de sous-garde assure le verrouillage de la chambre et l’armement du chien : arme prête au tir ;  après le tir, pousser le levier de sous-garde vers le bas entraîne l’ouverture de la culasse et l’éjection de l’étui vide.

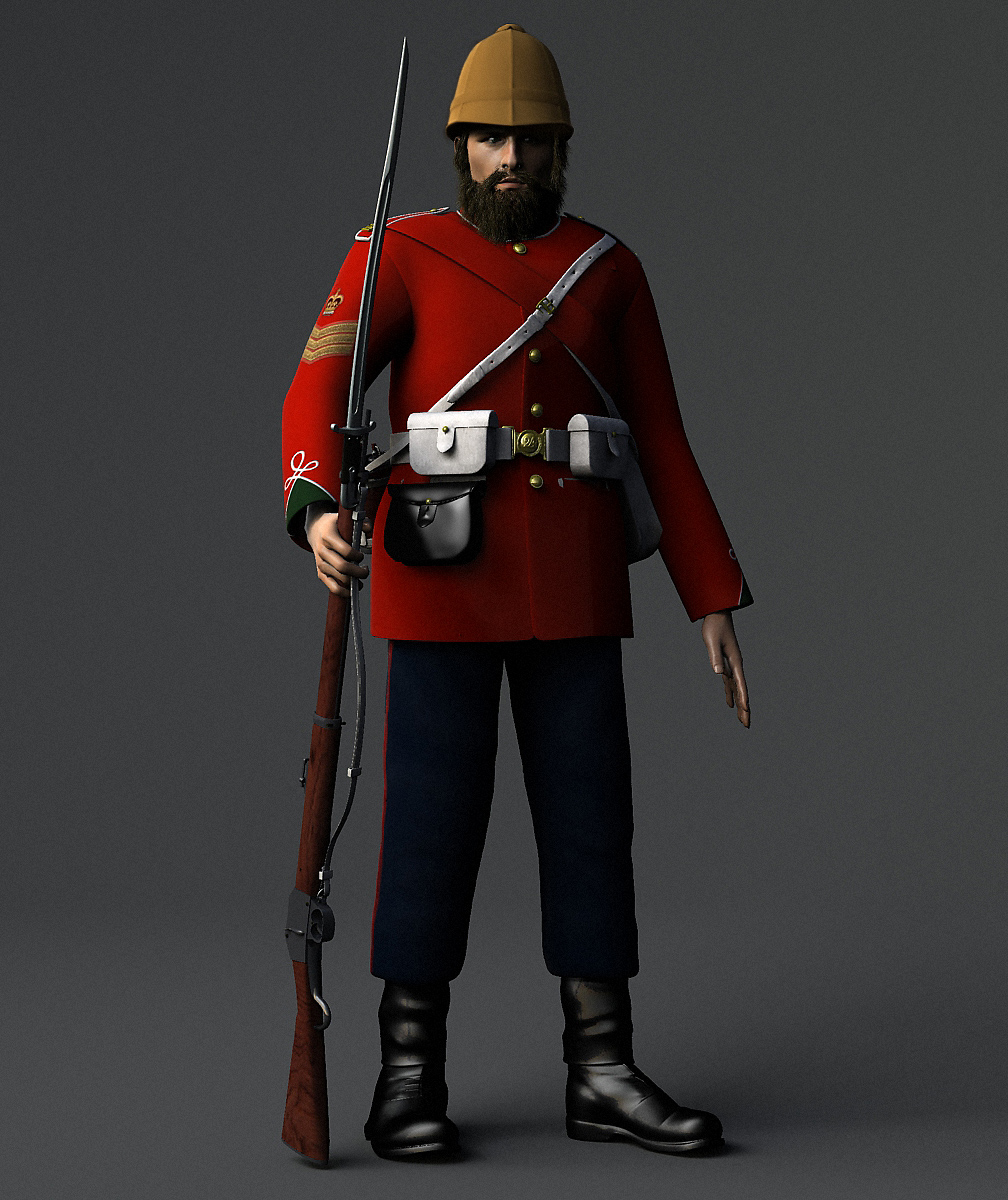
Colour-sergeant (sergent-chef) du d'infanterie (Warwickshire) avec son Martini-Henry; le levier de sous-garde et l'absence de chien extérieur du fusil sont évidents. Noter le sabre-baïonnette qui armait les sous-officiers, alors que les privates (simples soldats) étaient dotés de baïonnettes droites. Le d'infanterie s'illustra avec le Martini-Henry en 1879 lors de la guerre anglo-zouloue (batailles d'Isandlhwana et de Rorke's Drift)

La cadence de tir du M-H, fusil à un coup mais au chargement simple et rapide, est de 10 à 12 coups par minute.
Malgré sa fiabilité, dans des conditions extrêmes d’utilisation (chaleur ambiante torride, poussière, et tir à volonté, comme au Soudan  lors de la guerre des Mahdistes ) la culasse à bloc pivotant a pu se bloquer. Un levier de sous-garde plus long fut alors adopté (Martini-Henry Mark IV) ; s’il permettait  d’exercer une plus grande force sur le mécanisme, il n’améliorait pas l’esthétique de l’arme, et diminuait la rapidité de tir.
Autre problème : la surchauffe du canon pouvait entraîner pour le tireur des brûlures aux doigts ; un fourrage de cuir ligaturé sur les parties nues du canon y remédiait.
Enfin le recul terrible de l’arme (« it kicked like a mule » : « il ruait comme une mule ») était connu de tous les troupiers, et augmentait encore quand l’arme s’échauffait. Les sergents devaient donc veiller lors du feu à empêcher que les soldats ne tiennent la crosse loin de l’épaule, ce qui diminuait le choc mais faussait complètement le tir (voir infra le chapitre « Le M-H dans l'œuvre de Rudyard Kipling »).

### La cartouche

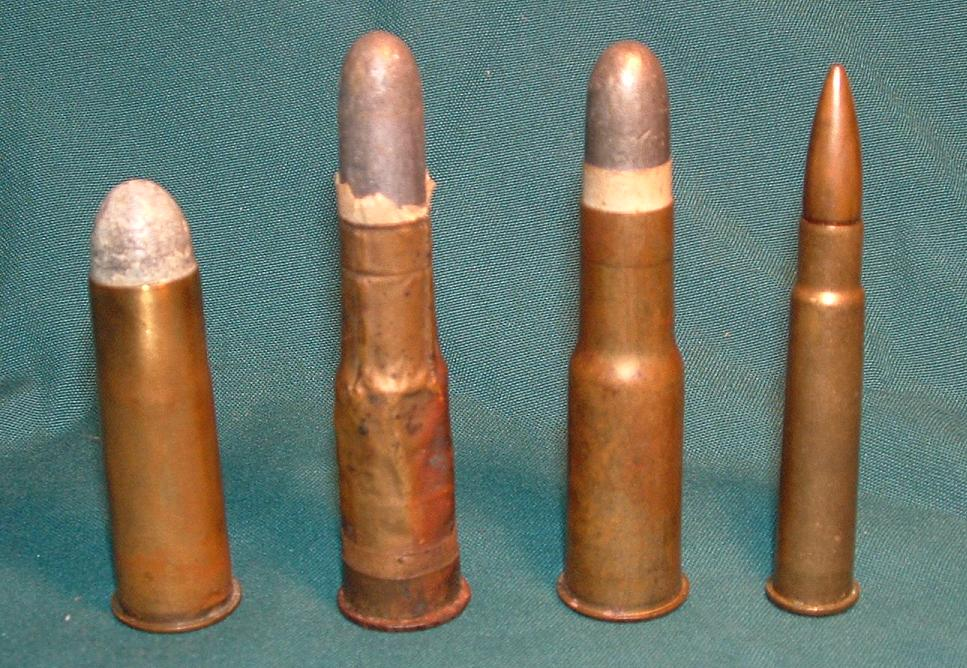
De gauche à droite, l'évolution des cartouches britanniques à la fin du XIXe siècle : pour le fusil Snider calibre .577 - pour le fusil Martini-Henry de calibre .45 : un étui en papier métallique et un étui en laiton étiré - et enfin une cartouche .303 British (7,92mm)

Elle était dénommée « Short-Chamber Boxer-Henry .45 caliber »  (car un modèle plus long avait été abandonné - son concepteur était le colonel Edward M. Boxer (en) de l’Arsenal royal de Woolwich (Kent) - et son calibre était d’environ 0,45 pouce, soit 11,50 mm).
La charge de poudre était composée de 85 grains (5,51 g) de grosse poudre noire Curtis & Harvey No 6, connue par ailleurs pour le fort recul qu’elle engendrait.
La balle était de plomb, à base creuse et nez obtus, pesait 485 grains (29,8 grammes) et était de calibre .458. Comme, afin d'éviter l'emplombage du canon, elle était enveloppée dans une bande de papier ciré, elle avait en fait un calibre de .460. Elle atteignait une vitesse initiale de 1,250 ft/s (380 m/s).
Sur le plan balistique, il s'agissait donc d'un slug (« limace », grosse balle molle et lente) : un gros et lourd projectile à faible vitesse initiale, doté d'une forte puissance d'arrêt mais inadapté (pour la plupart des tireurs) au tir précis à des distances supérieures à 500 yards.
L’étui de la cartouche était original : le colonel Boxer avait eu l’idée, pour faciliter une certaine expansion de l'étui dans la chambre, d’utiliser une bande de papier métallique (de cuivre) moulée sur un mandrin puis soudée sur la base en acier de la cartouche (base identique à celle de la cartouche du fusil Snider). Ces étuis d’aspect « fripé », contrastant avec la surface lisse des étuis de laiton ou de cuivre étiré (voir l’illustration ci-contre) étaient moins chers et étaient d'ailleurs manufacturés dans un orphelinat par des enfants de soldats décédés.
Les étuis en feuille de cuivre furent abandonnés après la défaite survenue lors de la bataille d'Isandhlwana contre les Zoulous : la commission d’enquête fit savoir que l’étui trop fragile se fendait ou adhérait à la chambre lorsque le fusil était surchauffé par des tirs répétés. Les étuis en cuivre ou en laiton étiré furent alors adoptés.

## Variations du fusil M-H
Le système Martini Henry a été adopté dans certains pays où le modèle a été décliné en « calibre local », comme en Suisse où de nombreuses carabines de tir de précision ont été fabriquées par divers fabricants. Ces armes sont en général personnalisées : les crosses sont mises à taille, la pente des crosses, des décorations diverses (sculptures, pontet...), un système de visée complètent la mécanique de base.
BSA, célèbre fabricant d'armes britannique, a produit quantité de MH en calibre .22lr tant pour l'instruction que pour la compétition. En effet, le mécanisme facilement démontable, le boîtier solide et l'ergonomie générale permettait aux cadets de tirer avec une arme fiable et très précise. Quant aux sportifs, des détentes réglables, des canon de fort diamètre, des crosses ergonomiques et réglables, et des systèmes de visée très précis et facilement réglables ont permis de fabriquer des armes de tir efficaces et encore très recherchées par les amateurs tant pour leur solidité que pour leur précision légendaire.
Il connut en 30 ans quatre variations et trois changements de calibre. Les Mark I, II et III de calibre .45 se distinguent par des points de détails : sûreté, organes de visée, plaque de couche, levier de sous-garde court ou long, etc.

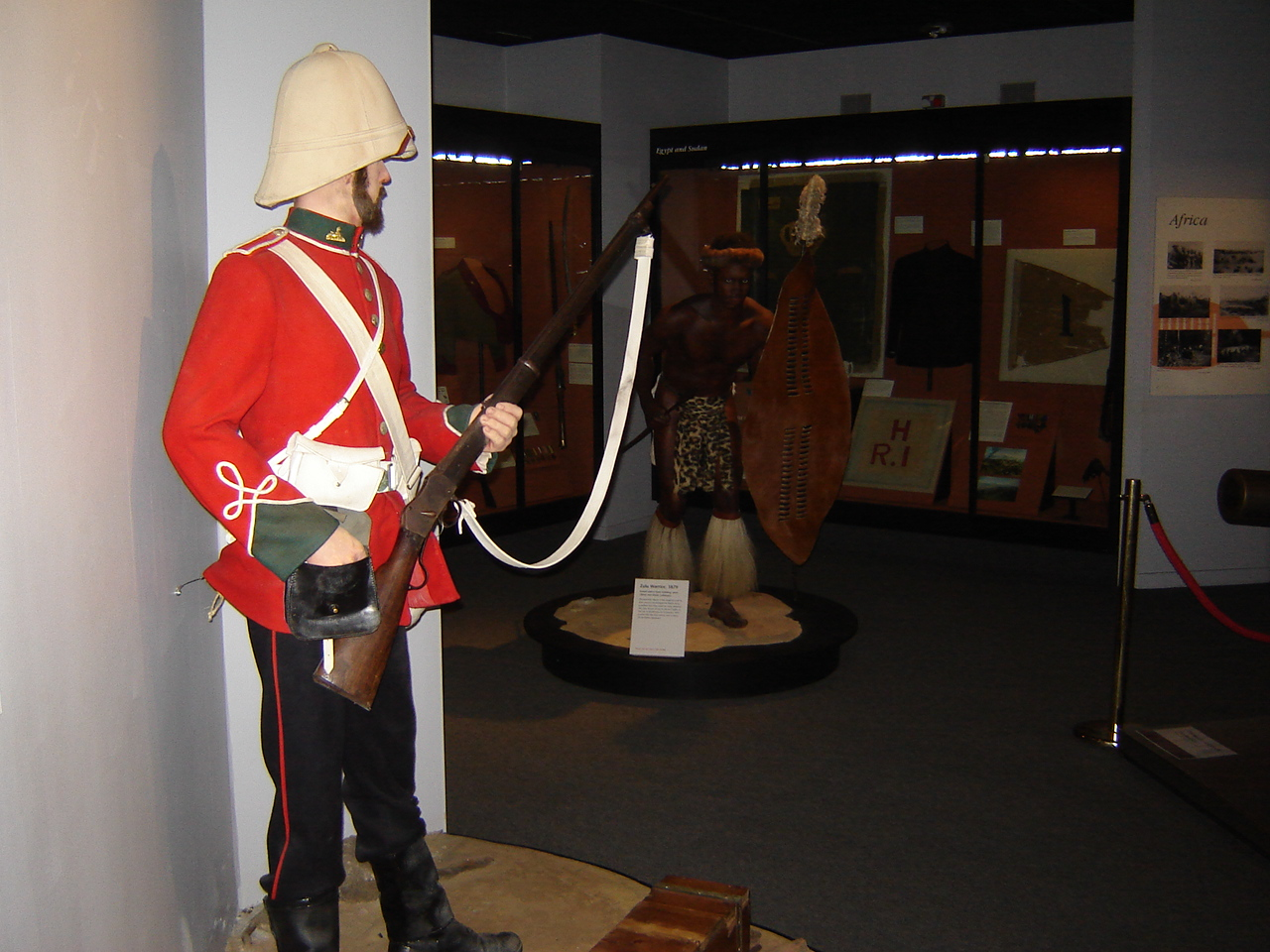
Apparemment troublé par l'apparition toute proche d'un guerrier zoulou menaçant, armé de son grand bouclier et d'iklwas (sagaies), ce tommy cherche une cartouche dans sa giberne; mais il n'a pas abaissé le levier de sous-garde de son Martini-Henry pour en ouvrir la culasse - et sa baïonnette n'est pas fixée...(National Army Museum, Londres)

Le M-H Mark II, qui fut utilisé dans la guerre anglo-zouloue de 1879, comportait un organe de visée gradué jusqu'à 1 800 yards''. Certes le tir de précision à cette distance avec un projectile de presque 12 mm de diamètre lancé avec une faible vitesse initiale sur une trajectoire parabolique était parfaitement illusoire : il fallait viser 2,50 m au-dessus de la cible. Par contre cette hausse permettait d'opérer des feux de salve dissuasifs sur une pièce d'artillerie mal protégée ou des groupes de cavaliers ou de fantassins en formation serrée. Et à faible distance (400 ou 300 yards, voire plus près) la balle de gros calibre du M-H avait des effets dévastateurs, comme l'a objectivé une analyse rédigée par les chirurgiens militaires après les combats contre les Zoulous. Évidemment, dans le cas d'un assaut de masse par des natives nombreux et courageux (mahdistes, Zoulous, Pashtuns...), les troupiers britanniques (comme leurs collègues de l'US Army, qui dans l'Ouest américain étaient d'ailleurs dotés eux aussi de fusils à un coup, de même calibre .45) regrettaient fort de ne pas disposer de fusils à répétition...
Entre 1880 et 1890, les avantages des petits calibres étaient devenus évidents, et le M-H reçut un nouveau canon, de calibre .402 (10,21 mm). Mais à cette époque, en particulier après le siège du Malakand (juillet-août 1897) les avantages du calibre .303 British utilisé par le nouveau fusil Lee-Metford à répétition étaient apparus encore plus évidents : les Pashtouns du fakir Saidullah avaient dû abandonner le siège, laissant plus de 2 000 morts sur le terrain, contre 206 morts du côté britannique.
Aussi 60 000 Martini neufs de calibre .402 furent-ils recanonnés dans l’ancien calibre .45  et dénommés Martini-Henry Mark IV (A ou B selon qu'ils avaient le long levier de sous-garde, ou le court)  avant d'être envoyés aux colonies pour dotation des troupes indigènes.
- En 1898, on avait compris au War Department que le calibre .303 British (diamètre métrique 7,7 mm) était vraiment nettement supérieur sur le plan balistique au gros calibre .45 (11,54 mm). On commença donc à adapter aux Martini-Henry des canons de calibre .303, canons d'abord à rayures peu prononcées pour les cartouches à poudre noire (fusil Martini-Metford, 1889), puis à rayures profondes pour les cartouches à poudre sans fumée (fusil Martini-Enfield, 1895).

Au début de la guerre des Boers, le Martini-Henry calibre .45 fut largement surclassé par les fusils Mauser calibre 7 mm des Boers : le gros calibre britannique était inadapté au tir à longue distance sur des cibles mouvantes et des tireurs camouflés dans un environnement désertique qu'ils connaissaient bien. Le Lee-Metford à répétition, calibre .303, vint alors à point pour lutter contre le Mauser.

## Les Martini-Henry courts
Apparus à partir de 1877, étaient de plusieurs types : Cavalry Carbine, Garrison Artillery Carbine, Artillery Carbine (Mark I, Mark II, et Mark III), etc. Ces armes courtes, au canon long de plus ou moins 21,35 pouces (52 cm) selon les modèles, tiraient une cartouche moins puissante que celle du fusil (balle plus légère, de 415 grains, propulsée par une charge de poudre plus faible, de 75 grains) signalée par une marque verte. Les cartouches pour fusil, qui pouvaient être tirées aussi dans les mousquetons Martini-Henry (mais au prix d’un recul punitif) étaient marquées en rouge.
Il y eut aussi des M-H courts de petit calibre, destinés à l’entraînement au tir dans les écoles de cadets.

## Devenir du M-H
- Le M-H, fiable et au projectile doté d'une grande puissance d'arrêt, a été dès l'origine utilisé pour la chasse au grand gibier, concurrençant ainsi les gros fusils express très chers et sujets à des incidents de tir exaspérants voire dangereux.

Les cartouches de calibre « civil » .577/450 Martini-Henry (étui de Snider .577 chargé d'une balle de calibre .45) encore appelées 11,43x60R en Europe continentale, ont été fabriquées jusque dans les années 1950 par la firme Kynoch (en). Avec des balles spéciales blindées ou semi-blindées et une charge adéquate de poudre noire (puis de poudre sans fumée), le M-H était absolument capable de stopper à brève distance la charge d'un gros animal, surtout s'il était rendu furieux par une blessure (voir les citations de Kipling dans le chapitre « Le Martini-Henry dans la culture britannique », et l'encart ci-contre sur les lion de Tsavo mangeurs d'hommes).
Par ailleurs le mécanisme Martini, après recanonnage, a servi à fabriquer des fusils de chasse calibre 12 lisse classique à un coup pour usages difficiles. La firme Greener vendit ainsi longtemps un fusil de chasse calibre 12 à un coup « indestructible » dérivé du M-H ,  connu comme Greener GP.
- En 1914 les M-H de calibre .45 n’étaient plus en service que dans les colonies, aux mains des troupes indigènes. En métropole ils furent ressortis des dépôts et dotés de balles incendiaires destinées à lutter contre les avions et les zeppelins qui bombardaient l’Angleterre. La cartouche était nommée Royal Laboratory Incendiary Mark I, 1914 Cartridge, ou RL Flaming bullet. Elle fut aussi distribuée, avec des M-H courts, aux aviateurs engagés dans la Première Guerre mondiale avant que leurs avions ne soient armés de mitrailleuses.

- Les Greener GP Mark III étaient des riot-guns (fusils destinés au maintien de l’ordre) dérivés du M-H tiraient des chevrotines issues d’une cartouche différente de la classique cartouche Boxer-Henry : son épaulement était plus bas, et la base portait deux sillons empêchant qu’elle soit percutée dans des armes classiques. Ceci était censé empêcher que le M-H modifié ou sa munition ne soient utilisés par d’autres personnes que les policiers. On retrouve ces riot-guns aux mains de la police égyptienne au milieu du XXe siècle ; une photo prise en 2007 montre ce type de fusil aux mains des forces anti-émeute de Birmanie[9].
- La Turquie fit fabriquer ses fusils de guerre système Martini-Henry par la firme Providence Tool Company de Providence et les utilisa durant la guerre russo-turque de 1877-1878[10],[11].
- En Afghanistan, dans la province de la Frontière-du-Nord-Ouest, des armuriers locaux  ont longtemps produit dans leurs ateliers autour de la passe de Khyber des copies exactes du M-H. Ces copies ou des M-H d’origine ont été utilisés par la guérilla jusque dans les dernières années[12].

Les antique guns shops afghans revendent deux types de fusils M-H : soit des armes transformées en « objet d'art oriental » (mais qui sont souvent des M-H originaux) par raccourcissement et sculpture des parties en bois, et ciselures et ornementations diverses des parties métalliques – et des copies assez fidèles du fusil de guerre M-H, dont l'utilisation par le collectionneur-tireur est dangereuse. De nombreux ouvrages et sites web décrivent les critères permettant de distinguer les copies des M-H originaux. Le simple examen (sans démontage) des marques gravées sur le boîtier de culasse permet déjà d'éliminer de nombreuses copies lorsque le « N » majuscule de « Enfield » est inversé, ou qu'aux initiales couronnées « V.R. » (Victoria Regina) est ajoutée une date postérieure à 1901 : Victoria du Royaume-Uni est décédée en 1901.
- Au Népal, une version artisanale du M-H (le Gahendra rifle) a aussi été produite.

## Le M-H en guerres
Avec une carrière très longue aux mains des Tuniques Rouges mais aussi celles  de soldats africains, asiatiques, américains, européens et océaniens, ce fusil de guerres a connu de nombreux conflits entre 1875 et l'an 2000 :
- Guerres coloniales britanniques
- Guerre de Perak
- Seconde guerre anglo-afghane
- Guerres civiles argentines
- Insurrection de la Bosnie-Herzégovine (1875-1878)
- Guerre russo-turque de 1877-1878
- Guerre du Pacifique
- Guerre anglo-zouloue
- Première guerre italo-éthiopienne
- Rébellion du Nord-Ouest (entre Canadiens et Amérindiens)
- Guerre gréco-turque (1897)
- Première guerre des Boers
- Seconde guerre des Boers
- Guerres des Balkans
- Première Guerre mondiale
- Guerre gréco-turque (1919-1922)
- Les Troubles
- Guerre afghano-soviétique (1979-1989) (limitée)
- Guerre civile népalaise

## Le M-H dans la culture britannique

### Citations
- « The Martini-Henry Rifle is a weapon of Empire » (Jason Atkin) [14].
- « Je suis enclin à penser que le premier contact des Zoulous avec les Martini-Henry leur causera une telle surprise qu'ils ne seront plus à craindre après le premier effort » (Lord Chelsmford, le 23 novembre 1878)[15]

Le général Frederic Augustus Thesiger, 2e baron Chelmsford, provoqua la guerre anglo-zouloue en envahissant le Zoulouland en 1879. Il fut d'abord battu par les Zoulous le 22 janvier 1879 lors de la bataille d'Isandhlwana (désastre que la victorieuse résistance des Britanniques lors de la bataille de Rorke's Drift eut de la peine à atténuer) puis, après plusieurs affrontements sanglants, vainqueur lors de la bataille d'Ulundi (4 juillet 1879).

### Iconographie

Galerie de tableaux
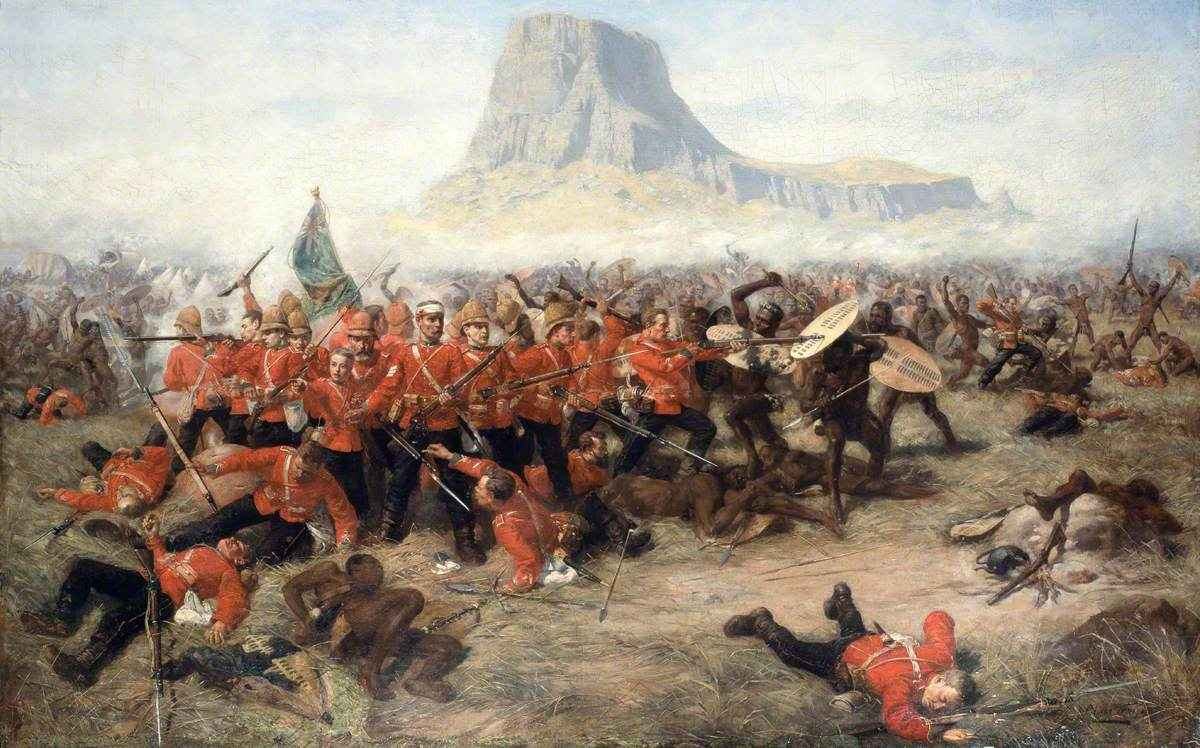
Guerre anglo-zouloue, bataille d'Isandhlwana (22 janvier 1879). Lors du premier affrontement de la guerre, la division des forces britanniques (erreur du général Frederic Augustus Thesiger, lord Chelmsford) et des lignes de défense trop étendues fut la première cause de la défaite anglaise. On incrimina aussi  le défaut d'approvisionnement en cartouches et les incidents de tir dus à la cartouche elle-même : son étui trop fragile se fendait ou adhérait à la chambre. Environ 1 000 troupiers britanniques furent tués, et leurs fusils Martini-Henry pris par les Zoulous, qui les retournèrent ensuite contre les Britanniques.
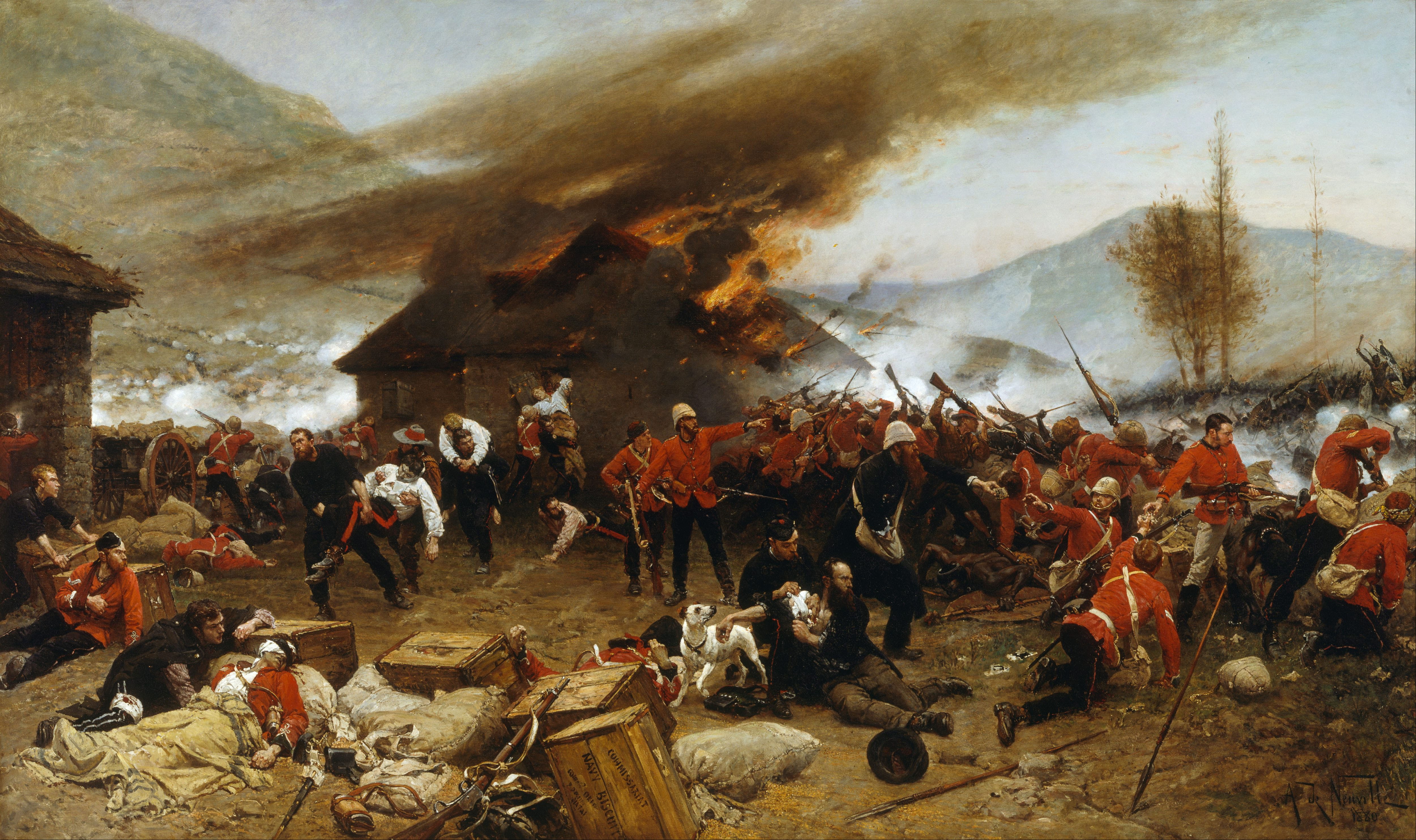
Guerre anglo-zouloue. Concomitante du désastre d'Isandhlwana, la résistance victorieuse de 150 red-coats face à des milliers de Zoulous lors de la bataille de  Rorke's Drift fut illustrée par l'imagerie populaire et conforta le moral de nombreux Britanniques. On voit à droite un troupier, tête-nue, face à l'ennemi, tendant la main pour recevoir la cartouche que lui passe un de ses amis blessés : il va pouvoir charger la chambre vide de son fusil Martini-Henry, qui a le levier d'armement baissé; la plupart des Martini-Henry ont la baïonnette au canon, et trois d'entre eux sont vigoureusement maniés de haut en bas du parapet. Au premier plan à droite, deux grosses sagaies (iklwas) lancées par les Zoulous.
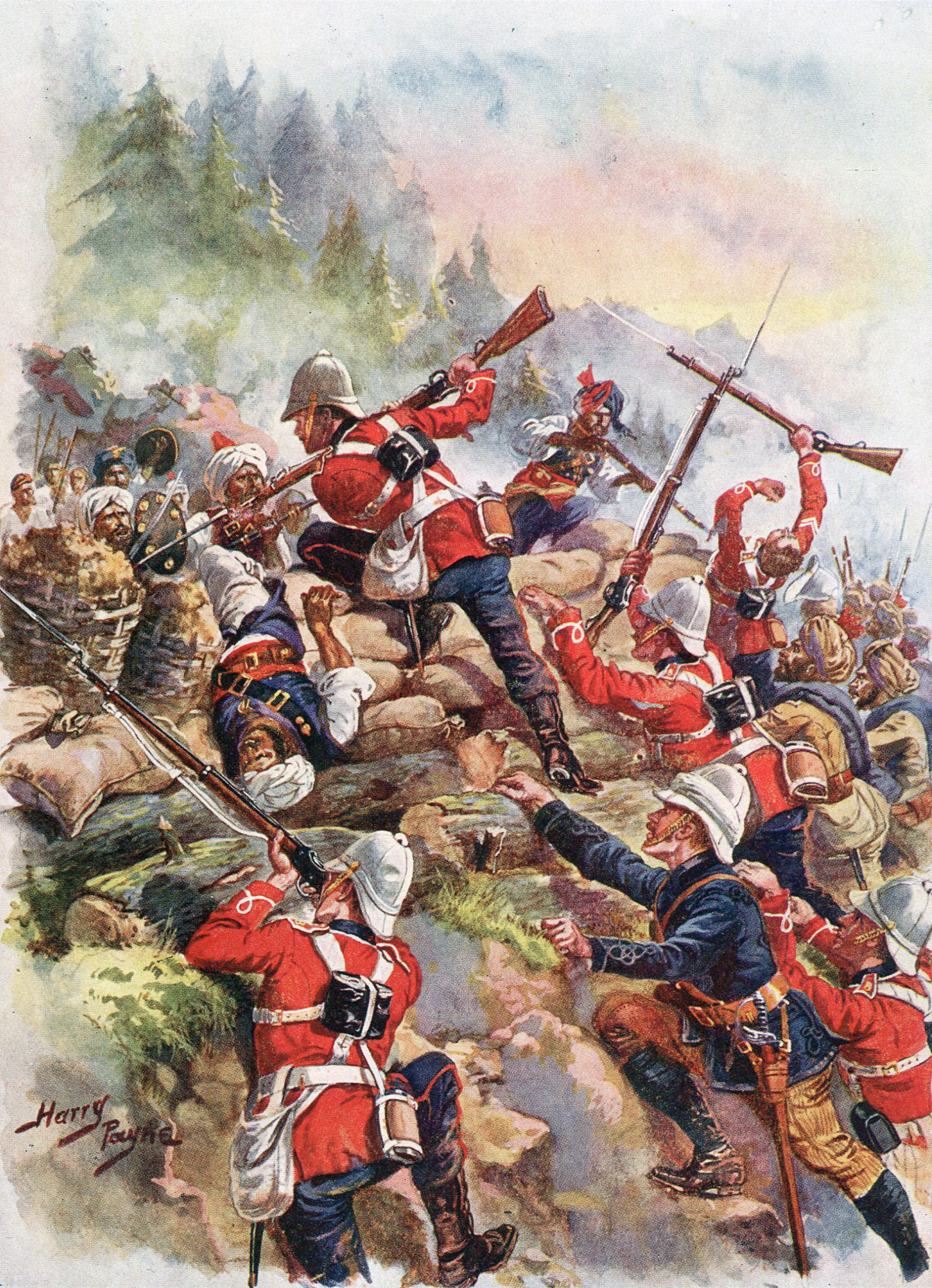
Deuxième guerre anglo-afghane, bataille de Peiwar Kotal (victoire britannique, novembre 1878). Les soldats du King's Own Royal Regiment montent à l'assaut des hauteurs de la passe de Peiwar Kotal. Les Martini-Henry sont fidèlement représentés : levier de sous-garde, pas de chien externe.
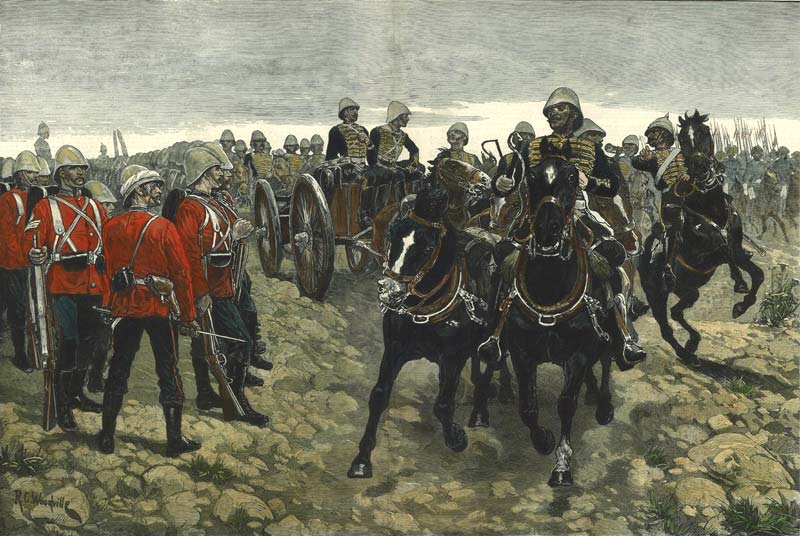
Deuxième guerre anglo-afghane. Avant la bataille de Maiwand (écrasante victoire afghane, le 27 juillet 1880), l'artillerie montée (uniforme noir) passe devant le 66e régiment d'infanterie du Berkshire (vareuse rouge, casque blanc). L'artiste a su rendre les visages tendus et poussiéreux des soldats. De part et d'autre de l'officier tenant son épée, les troupiers ont posé au sol la crosse de leur fusil Martini-Henry, facilement reconnaissable à son levier de sous-garde et à l'absence de chien.
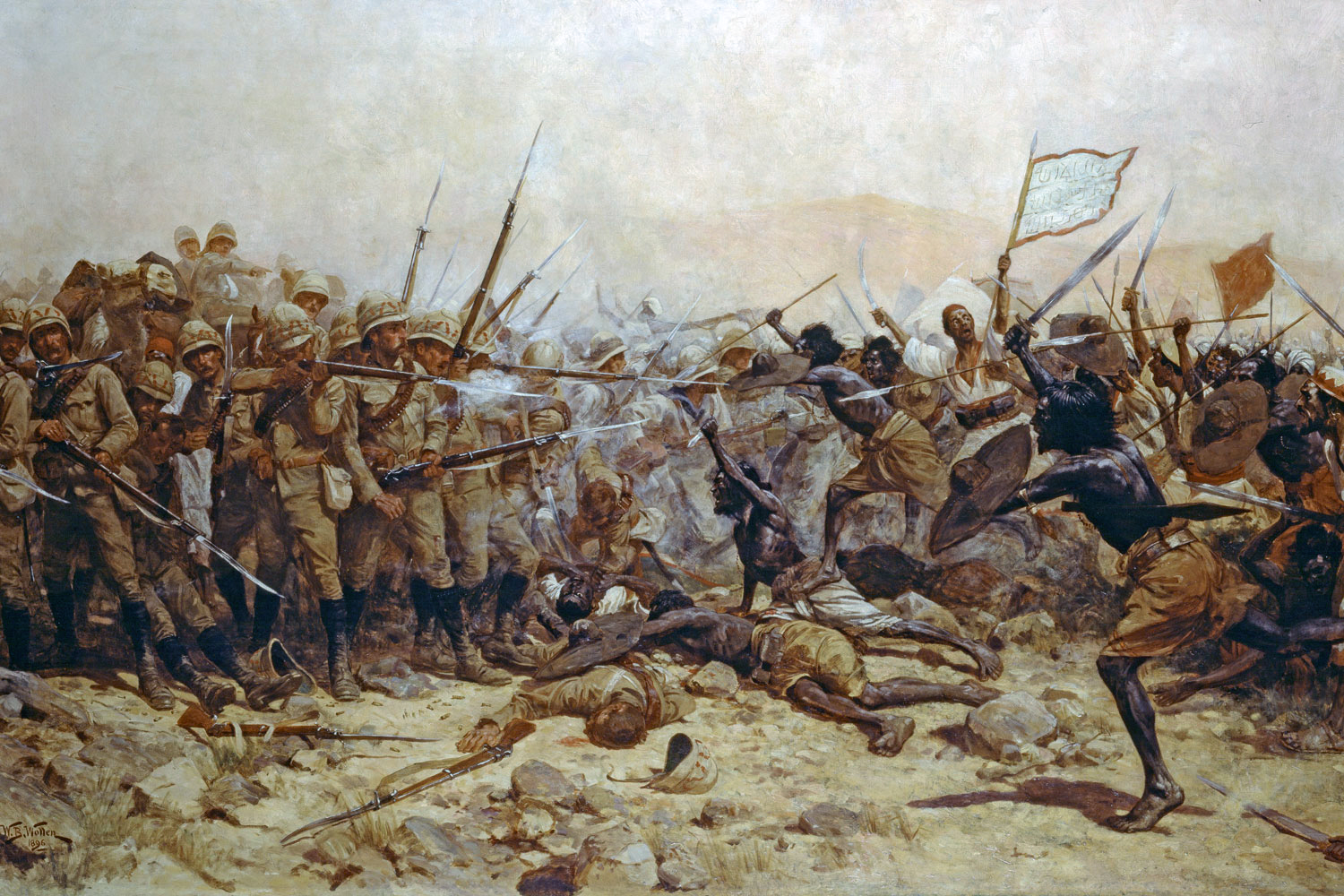
Guerre des Mahdistes, bataille d'Abu Klea (17 janvier 1885) : 13 000 fuzzy-wuzzies attaquent la colonne du major-general Herbert Stewart (en), 1 400 hommes envoyée à l'aide de Charles Gordon assiégé dans Khartoum. Les Britanniques ont formé leur carré d'infanterie, mais la furie de l'assaut est telle qu'il sera brièvement enfoncé. Noter à gauche le calme du sergent (d'âge mûr, armé d'un Martini-Henri court avec sabre-baïonnette) qui, bien qu'atteint à la cuisse gauche, actionne posément son levier de sous-garde en surveillant sa ligne de front, alors qu'à terre un de ses jeunes soldats lutte au corps à corps avec un dervish. Dans l'air chargé de poussière, les Martini-Henri longs (avec baïonnettes droites) des troupiers répondent aux lances et poignards des guerriers mahdistes déchaînés, et feront plus de 1 000 morts chez ces derniers (contre une centaine chez les Britanniques). Rudyard Kipling, dans The Light that Failed, décrit la bataille vue « de l'intérieur » par un correspondant de guerre anglais.
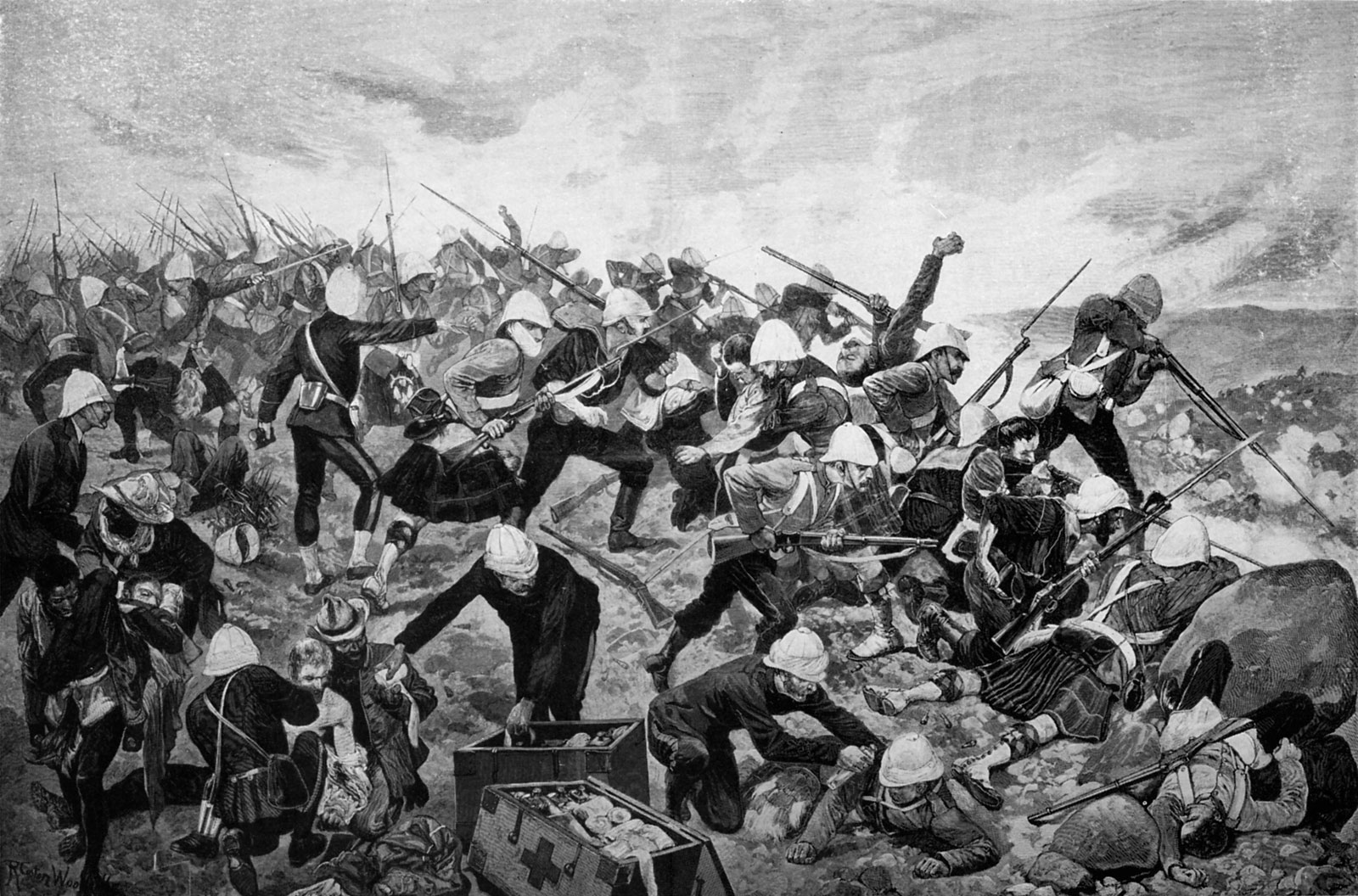
Guerre des Boers, bataille de Majuba (victoire Boer, le  27 février 1881). Contrairement à la notion véhiculée par l'image, dans la réalité les Martini-Henry des Britanniques massés au sommet d'une colline furent quasiment inefficaces contre les tirs précis à longue distance des fusils Mauser des Boers, dont les tireurs d'élite étaient de plus bien camouflés. On note la représentation d'un Martini-Henry version longue tenu par un highlander du 92e régiment d'infanterie, et de deux M-H version courte (un tenu par un soldat au centre, un autre sur un cadavre en bas à droite)

### Dans l'œuvre deRudyard Kipling
- Dans The Undertakers (« Les croque-morts », in The Second Jungle Book) : « la détonation perçante d'un Martini, dont la longue balle perfore facilement les plaques de n'importe quel crocodile » [16].
- La prise de Lungtungpen (dans Simples contes des collines). Le jeune soldat Ortheris se plaint par avance du redoutable recul du fusil M-H version longue : « avec sa longue crosse, il va me taper dans le cœur à me rendre malade... ». Et le vétéran Mulvaney poursuit sa narration : « On leur a foncé dedans, à coup de baïonnette et de crosse...Il y avait des torches dans les rues, et je voyais le petit Ortheris qui se frottait l'épaule chaque fois qu'il avait déchargé mon Martini long ».
- The Arrest of Lieutenant Golightly (dans Simples contes des collines) : des troupiers arrêtent un jeune officier qu'ils ont pris pour un déserteur (il est couvert de boue par la mousson et méconnaissable) et, quand il les injurie copieusement puis cherche à s'échapper, l'immobilisent à coups de crosse : « c'est que le coup de crosse de Martini à la base des reins fait vraiment mal, et que la toile kaki détrempée et de mauvaise qualité se déchire vraiment facilement quand deux hommes vous attrapent par le collet... ».

- The Drums of the Fore and Aft (« Les Tambours du Devant-Derrière ») , inspirée de la bataille de Maiwand[17]. Un régiment d'infanterie anglais au passé glorieux doit effectuer une marche d'approche de 3 jours pour monter au front lors de la deuxième guerre anglo-afghane (1878-79); épuisés par le climat et le harcèlement sans pitié des Afghans, les hommes vont lâcher pied lors de la 1re bataille rangée.

Ils ont d'abord la mauvaise surprise de constater que les Afghans sont organisés et armés comme eux : « la partie basse de la vallée apparaissait remplie par une armée en position : de vrais régiments vêtus de vestes rouges et qui tiraient – c'était absolument indubitable – des balles de Martini-Henry : elles criblaient le terrain, une centaine de yards devant la compagnie de tête. Le régiment devait traverser ce terrain couvert de petits cratères ; il ouvrit le bal par une profonde révérence générale sous les « pruneaux » qui sifflaient, et se plia en deux avec un ensemble parfait ... ».
La démoralisation des troupiers augmente alors : « Où étaient les autres régiments, et comment se faisait-il que ces « nègres » avaient des Martini ? ». Sans en avoir reçu l'ordre, 900 Britanniques se mettent à avancer en tirailleurs au lieu de rester groupés en bon ordre et, « pour être rassurés par le bruit », tirent à l'aveuglette sans assurer leur tir en direction des Afghans. « Cinq volées plongent les rangs dans un banc de fumée impénétrable, et leurs balles commencent à atterrir 20 ou 30 yards devant les tireurs : le poids de la baïonnette attire le fusil en bas et à droite, les bras sont fatigués de tenir le Martini qui se cabre et rue... ... » En haut et à gauche ! » crie un capitaine à s'en casser la voix, « Pas bon ! Cessez-le-feu, et laissez la fumée s'en aller » »... Les officiers parviennent enfin à faire stopper le tir. « Un vent léger chasse la fumée et montre que l'ennemi est toujours en position et apparemment intact. Un quart de tonne de plomb a été enterrée à 200 yards devant eux, comme l'atteste la terre labourée ».
Un groupe de ghazis afghans se lance sur les Britanniques, et un officier inexpérimenté donne l'ordre de les attendre, baïonnette au canon, alors que « n'importe qui connaissant un peu le problème aurait pu dire au régiment « Devant-Derrière » qu'il n'y a qu'une seule façon de traiter une charge de ghazis : par des volées à longue distance... ». Heurtés de plein fouet et massacrés par les guerriers afghans fanatiques, les Britanniques lâchent pied et fuient.
Mais deux jeunes tambours se sacrifient en allant sonner la charge face à l'ennemi. Poussés à coup de plat d'épée par leurs officiers, les fantassins anglais reviennent au combat. Fous de rage, avides de venger leur humiliation, et de plus aidés par les Gurkhas et les Highlanders, ils repoussent les Afghans « avec les deux extrémités de leurs fusils. Les « Devant-Derrière » attendent que chacune de leurs balles puisse traverser 5 ou 6 hommes, et la 1re ligne afghane cède sous la volée... ...Ils bloquent une masse d'hommes entre leurs baïonnettes et un mur de pierre, et l'éclair de leurs fusils illumine les manteaux fourrés de l'ennemi ».
En fait, lors de la bataille de Maiwand (27 juillet 1880), qui inspira cette nouvelle à Kipling, le sursaut de masse des Anglais n'eut pas lieu, seuls quelques groupes de soldats anglais du 66e régiment d'infanterie résistèrent jusqu'à la mort, et la victoire afghane fut totale…
- Dans The Young British Soldier (Le Jeune Soldat britannique, in Barrack-Room Ballads, 1890), un vieux troupier s'adresse à un jeune engagé, et lui donne des conseils sur l'attitude à avoir en Inde dans la vie courante face à l'alcool, au choléra, au soleil, aux sous-officiers, aux femmes... Et, sur le champ de bataille, face aux canons ennemis, à la panique, et aux femmes afghanes qui mutilent les ennemis blessés. Quant à son fusil, il lui dit : « Quand la moitié de tes balles vole dans le fossé, Ne dis pas à ta Martini qu'elle est une vieille putain bigleuse, Elle est humaine comme toi - traite-la comme telle, Et elle se battra pour toi, Jeune soldat britannique, Soldat de la Reine ».

- À la fin de Stalky and Co., un ami du jeune officier surnommé Stalky (« Pisteur ») raconte que, alors qu'ils étaient assiégés par les Pachtounes dans un fort sommaire, Stalky a réussi à sortir du fort avec quelques Sikhs et à prendre les assiégeants à revers : « Enfin, vers minuit, j'entendis les « wop, wop, wop » des Martinis de Stalky, de l'autre côté de la rivière... »

- Dans son poème Fuzzy-Wuzzy (1890) , Kipling rend hommage au guerrier Hadendoa à la chevelure hérissée qui combattit les Britanniques pendant la guerre des Mahdistes au Soudan : « We sloshed you with Martinis, an' it wasn't 'ardly fair; But for all the odds agin' you, Fuzzy-Wuz you broke the square » (« On t'a pilé avec nos Martinis, et on était beaucoup plus forts que toi - et pourtant, avec toutes les chances contr' toi, Fuzzy-Wuz, t'as rompu not' carré d'infanterie »).

### Dans les jeux vidéo
- Battlefield 1 (2016) , c'est une arme de la classe éclaireur disponible au dixième niveau de cette dernière. La puissance de ce fusil en fait une arme très répandue sur le champ de bataille. En effet, un ennemi situé entre 30 et 80 m sera immédiatement neutralisé avec une balle dans le torse. Cette large plage de "tir unique" ( en. "one shot") justifie sa popularité et compense sa faible cadence de tir et sa forte diminution de dégâts à longue portée.
- Hunt: Showdown (2019) : le Martini-Henry est une arme jouable, avec ou sans lunette de visée.

### Au cinéma
Le Martini-Henry est nettement visible dans les films :
- Zulu (Zoulou (film) (1964) inspiré de la bataille de Rorke's Drift. John Chard y affirme après le retrait des Zoulous : « c'est un miracle, dû à la cartouche « Étui court Boxer-Henry calibre .45 » » [18]
- Zulu Dawn (L'Ultime Attaque) (1979) , qui dépeint la bataille d'Isandhlwana
- Gandhi, lors de la scène représentant le  massacre d'Amritsar (13 avril 1919) par des soldats indigènes commandés par le brigadier-general Reginald Dyer.
- The Man Who Would Be King (L'Homme qui voulut être roi) de John Huston (1975).

## Sources
- (en) Cet article est partiellement ou en totalité issu de l’article de Wikipédia en anglais intitulé « Martini-Henry » (voir la liste des auteurs).
- Martin J. Dougherty, Armes à feu : encyclopédie visuelle, Elcy éditions, 304 p. (ISBN 9782753205215), p. 122-123.
- « The Martini-Henry », sur martinihenry.com (consulté le 22 avril 2021)
- « .577/.450 Martini-Henry Rifles - Part 1 - svartkrutt.net », sur svartkrutt.net (consulté le 22 avril 2021)